# Гозьдзе (Цехановський повіт)
Гозьдзе (пол. Goździe) — село в Польщі, у гміні Опіногура-Гурна Цехановського повіту Мазовецького воєводства.
Населення — 47 осіб (2011).
У 1975-1998 роках село належало до Цехановського воєводства.

## Демографія
Демографічна структура станом на 31 березня 2011 року:
|          | Загалом | Допрацездатний вік | Працездатний вік | Постпрацездатний вік |
| -------- | ------- | ------------------ | ---------------- | -------------------- |
| Чоловіки | 23      | 4                  | 15               | 4                    |
| Жінки    | 24      | 8                  | 13               | 3                    |
| Разом    | 47      | 12                 | 28               | 7                    |